# Saut à l'élastique

Saut à l'élastique classique depuis le Viaduc de la Souleuvre en Normandie.

Le saut à l'élastique, aussi appelé benji, bungy ou bungee en France, est une activité ludique de plein air qui consiste à se jeter dans le vide avec un élastique constitué de latex, accroché aux chevilles ou au torse. L'élastique a pour but de ralentir puis stopper la chute.
Le but recherché est de restituer :
- les sensations fortes des airtimes procurés par la chute libre suivie de remontées et oscillations successives ;
- les effets du vertige dû à la hauteur.

Le saut à l'élastique peut être considéré comme un sport puisqu'il nécessite une bonne forme physique, de l’entraînement et des techniques particulières pour les sauts les plus perfectionnés. Ces derniers ne peuvent être réalisés par des novices.

## Origine

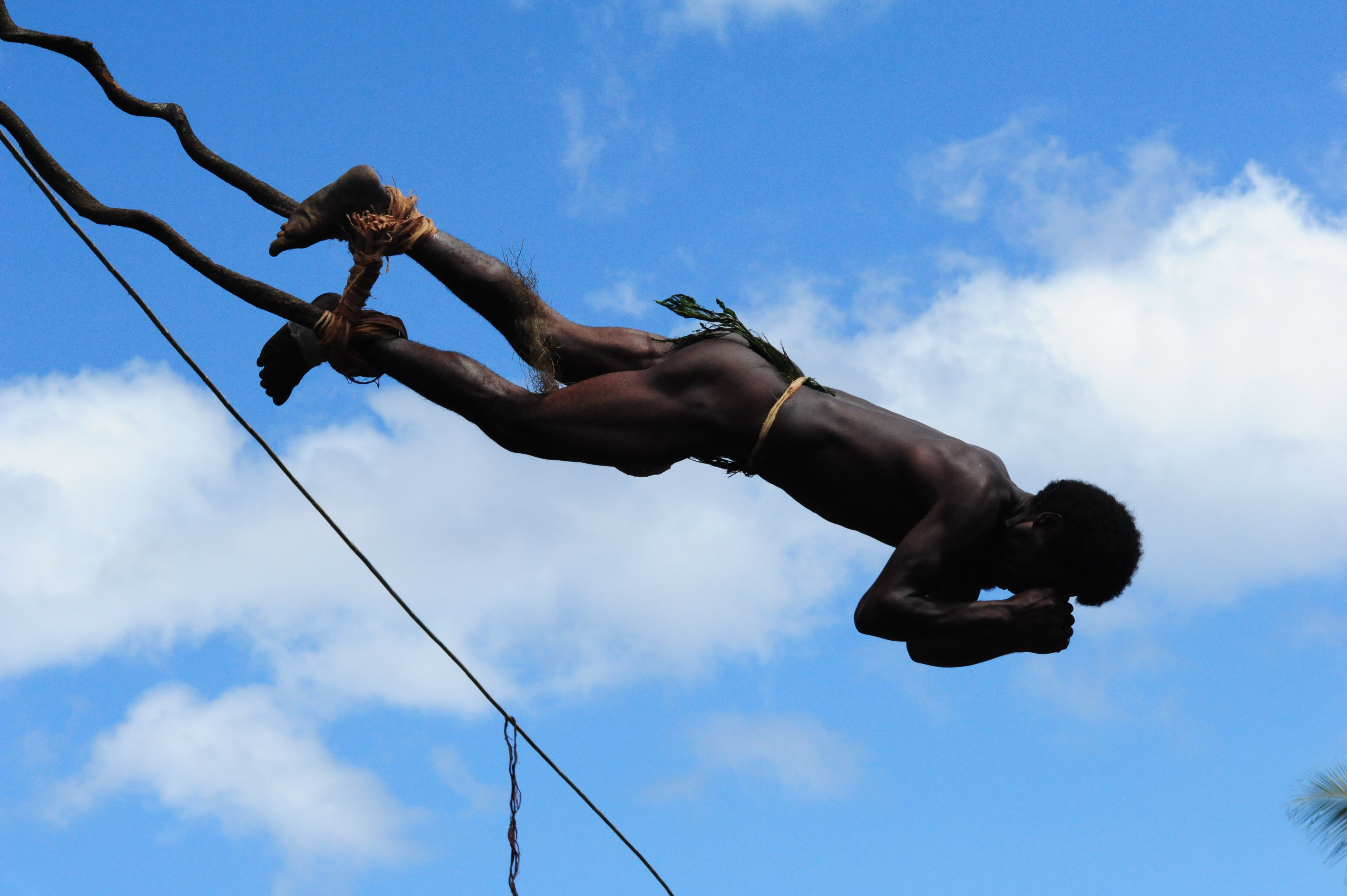
Un sauteur de l'Île de Pentecôte (Vanuatu).

À l'origine du saut à l'élastique se trouve un rite initiatique ancien pratiqué au cœur du Pacifique (actuel Vanuatu) au cours duquel de courageux sauteurs se lancent dans le vide du haut d'une tour de bambous d'environ 25 mètres (appelée Gol), les chevilles liées par des lianes. Par cet acte ils accèdent à l'âge adulte. Ce sont en particulier les Saa qui pratiquent ce rituel.
Plus récemment, dans les années trente, l'aristocratie londonienne jouait à sauter de petits ponts sur la Tamise accrochée à des bandes de latex.

### Lancement de l'activité par A.J. Hackett
Au cours des années 1980 à 2000, le Néo-Zélandais Alan John Hackett s'inspire de l'activité traditionnelle du Vanuatu. Il crée, en utilisant une formule mathématique développée par le Département de la recherche scientifique et industrielle de la Nouvelle-Zélande, un cordon élastique très extensible. Cette matière, écologique et recyclable, provient de la sève de l'hévéa (Hevea brasiliensis), arbre originaire de la forêt amazonienne et dont la culture a été répandue dans toutes les régions tropicales.
En 1987, il saute en France du pont de la Caille d'une hauteur de 147 mètres, puis le 26 juin, effectue son célèbre saut depuis la Tour Eiffel à Paris, popularisant malgré un bref emprisonnement pour illégalité, l'histoire du saut à l'élastique pour tout public.
La société AJ Hackett est aujourd'hui la principale entreprise de saut à l'élastique du monde avec notamment des sites en Australie, France, Chine et Russie. À partir de 1988, plusieurs millions de personnes dans le monde ont osé franchir le pas. 

Saut à l'élastique depuis la tour Eiffel, le 26 juin 1987.

Aujourd'hui, le saut à l'élastique est pratiqué le plus souvent à partir d'un pont, mais il est également possible aux amateurs de sensations fortes de sauter d'une grue, d'un téléphérique ou d'une tour de télévision.
Depuis le début de l'année 2009, un Français, Jean François Michelin, a déposé un brevet permettant de sauter à l'élastique lancé depuis un tremplin en luge, skis, surf, vélo ou encore en courant, été comme hiver. Le premier site a été ouvert à Saint-Jean-de-Sixt.

## Normalisation en France
Une réglementation du ministère de la Jeunesse et des Sports existait depuis 1989 mais celle-ci était clairement insuffisante. En octobre 2001, à la demande de plusieurs équipes à la suite d'une série d'incidents et d'un accident le ministère de l'Intérieur et le ministère de la jeunesse et des Sports ont chargé l'Association française de normalisation (AFNOR) de réunir l'ensemble des équipes pratiquant le saut à l'élastique en France, afin de préparer une norme de service et une norme de fabrication, plus complètes, visant à renforcer les textes de 1989, et si possible, la sécurité.
Une nouvelle circulaire ministérielle est en vigueur depuis le 15 décembre 2005, où les prescriptions techniques de 1989 sont abrogées et remplacées par les Normes NF S52-501 et NF S52-502.

## Préparation et équipement

### Fabrication des élastiques
Les élastiques sont fabriqués manuellement grâce à l'assemblage de plusieurs bandes de latex, nouées d'une façon particulière à intervalles régulières.
Des mousquetons et des protections y sont ajoutés à l'extrémité. Un élastique peut durer jusqu'à 1 500 sauts, mais est remplacé en pratique au bout de 150 sauts.

### Test de départ
Avant le saut du premier participant de la journée, un test préalable est effectué après mise en place de la grue ou des installations depuis le pont, en faisant tomber un ensemble de poids lestant l'élastique, d'un total plus lourd que celui prévu pour les sauts.

### Pesée des participants
Pour les mineurs de moins de dix-huit ans, les règles peuvent varier d'une entreprise à l'autre. Au Viaduc de la Souleuvre chez Skypark Normandie by AJ Hackett, une autorisation parentale est nécessaire. L'enfant doit également peser 40 kg au minimum pour pouvoir faire l'activité.
Comme pour les sauts en parachute, il n'y a pas de limite d'âge maximal, mais à partir de 60 ans, un certificat médical est généralement demandé.
Avant tout saut, la personne est obligatoirement pesée afin d'évaluer le choix de gamme de l'élastique ainsi que le réglage nécessaire pour réaliser le saut dans des conditions optimales de sécurité et de sensations. 
Si les participants sautent en tandem, leur poids total est pris en compte pour le réglages et plusieurs élastiques peuvent être nécessaires. 

### Choix de l'élastique par le personnel d'encadrement
Il existe plusieurs gammes d'élastiques qui peuvent être combinés ensembles en fonction du poids : 
- le superlight : de 40 kg à 60 kg,
- le light : de 60 kg à 80 kg,
- le heavy : de 80 kg à 100 kg,
- l'auxiliaire : de 25 kg à 30 kg (sert d'annexe lorsque les autres gammes le nécessite, par exemple pour les tandems).

### Attaches au baudrier et aux pieds
La personne est attachée au niveau des chevilles, grâce à un système spécifique. L'élastique est ensuite attaché par le biais de mousquetons : le premier au niveau des chevilles et le second au harnais relié avec une sangle de secours appelée safety.

## Saut

### Trajectoire parcourue
Lors de la première descente de départ, le sauteur est en chute libre proche de l'apesanteur jusqu'à atteindre le bas de l'élastique, occasionnant un premier airtime.
Comme dans toute activité extrême à sensations, attraction ou montagnes russes, plusieurs personnes accompagnent souvent leur adrénaline et peur associée au plaisir par un ou plusieurs cris plus ou moins importants durant la descente et/ou les oscillations.
En continuant la descente, l'élastique en tension retient de plus en plus le(s) passager(s), et l'accélération négative va se réduire jusqu'à zéro puis devenir positive vers le haut.
Au point le plus bas sous l'effet du poids du ou des passagers ajouté à celui de l'énergie cinétique acquise, l'accélération positive vers le haut devient maximale avant la phase de remontée, et l'élastique tendu d'environ trois fois sa longueur d'origine à vide.
À sa demande, si un étang ou lac se trouve en dessous, la personne peut toucher l'eau par la tête ou les pieds lors de cette tension maximale.
Le sauteur remonte pendant que l'élastique se redétend, puis se retrouve de nouveau en apesanteur durant la décroissance de vitesse de remontée puis redescente. L'élastique ne remonte toutefois pas jusqu'au sommet de départ, ceci étant dû à la perte d'énergie progressive due à l'élasticité non totale et des pertes d'énergie par frottement.
Si le sauteur ne part pas le corps tout à fait droit ou se retourne en cours de saut, les « rebonds » peuvent être en conséquence d'autant plus en biais, rajoutant quelques balancements horizontaux ou même tournoiements voire vrilles aux oscillations verticales successives.
Le cycle d'oscillations en montées et descentes s'effectue en va-et-vient plusieurs fois de suite, les oscillations se réduisant progressivement en amplitude jusqu'à l'arrêt, où le sauteur se retrouve suspendu et est descendu à terre à vitesse réduite soit par la grue solidairement à la benne, soit depuis le pont.

### Réception en fin de saut
Pour la plupart des sauts, lorsque les rebonds sont devenus faibles, un opérateur situé en haut entame la descente du sauteur avec un système de contre-poids. Le sauteur est alors invité à attraper une boucle tendue grâce à une perche. Après cela, il est ramené jusqu'à la terre ferme par l'opérateur situé en bas. 
Le participant doit ensuite éventuellement effectuer toute la remontée par des chemins ou marches d'escalier permettant de rejoindre le haut du viaduc. Dans certains cas de réception impossible en bas ou de sauts très hauts, un système de treuil est mis en place pour remonter le sauteur mécaniquement au point de départ. 

### Refus de saut
Comme pour le parachutisme, il arrive de temps en temps que le sauteur inhabitué soit trop impressionné et apeuré par la hauteur pour se décider à sauter. Il renouvelle souvent sa tentative ultérieurement, se décidant à sauter la seconde fois, éventuellement encouragé par l'entourage des spectateurs, ainsi que du moniteur accompagnant formé à cet effet. 

### Vidéo
Comme pour un saut en parachute, souvent une vidéo ainsi que des photos (parfois réalisées par un professionnel, comme c'est le cas au viaduc de la Souleuvre) du saut sont proposées à la vente en souvenir.

### Accélérations et vitesses atteintes
Durant la première chute avant de commencer à être retenu par l'élastique, L étant la longueur de l'élastique à vide et g l'accélération de la pesanteur de 9,81 m/s2, la vitesse atteinte est de :
{\displaystyle V={\sqrt {2gL}}}, soit environ {\displaystyle ={\sqrt {20L}}}, et le temps de chute de :
{\displaystyle t={\sqrt {2L/g}}}, soit environ {\displaystyle ={\sqrt {0,2L}}}
En prenant pour exemple le Viaduc de la Souleuvre, l'élastique à vide mesurant environ 20 mètres, la vitesse avant freinage atteint donc environ 20 m/s (72 km/h), avec un airtime total de deux secondes, mais augmente encore tant que l'accélération se poursuit en diminuant lors de la tension de l'élastique.
Dans l'hypothèse que l'accélération négative se soit progressivement réduite à zéro lorsque l'élastique s'est tendu à moitié avant de devenir positive, en prenant une moyenne de 5 m/s2 sur cette moitié de longueur de tension d'élastique, à peu près équivalente à 20 m, cette vitesse s'accroîtra donc encore au maximum de 10 m/s durant les deux secondes et demie suivantes, atteignant donc environ 108 km/h à ce niveau avant de freiner durant les 20 m suivants jusqu'à l'arrêt en tension et accélération positive maximales au point le plus bas.
Des études graphiques de l'accélération du sauteur théorique et pratique en fonction du temps ont été réalisées, montrant une accélération positive en tension maximale atteignant 20 m/s2, soit 2 g, équivalente à une force propulsant le passager vers le haut en augmentant de deux fois son poids.
On ne tient pas compte, à l'inverse du parachutisme, de la légère diminution négligeable d'accélération due à la résistance de l'air au cours de l'augmentation de vitesse du saut, car la vitesse nulle au départ augmente jusqu'au maximum durant seulement trois à cinq secondes, correspondant à un début de saut en parachute en piqué, durant lequel la vitesse n'est pas encore assez importante pour que l'air freine beaucoup, la personne restant toujours encore proche de l'apesanteur.

#### Effets physiologiques
La durée de l'accélération de la première descente et par suite des montées et oscillations successives est donc proportionnelle à seulement la racine carrée de la hauteur.
Si la hauteur joue sur les sensations de vertige en raison de l'effet visuel, elle influe donc moins sur les sensations d'accélérations d'airtime et de remontées. De plus, les sensations ressenties augmentent moins si la durée d'accélération augmente plutôt que sa valeur.
Par exemple, pour un saut de 120 mètres, les accélérations dureront seulement deux fois plus longtemps qu'un saut de 30 m, et leurs effets physiologiques ne seront que d'environ une fois 1/2 plus fort. Ce calcul s'applique également aux hauteurs des tours de chute et montagnes russes.

## Tremplins

### Sauts depuis un viaduc, pont ou barrage

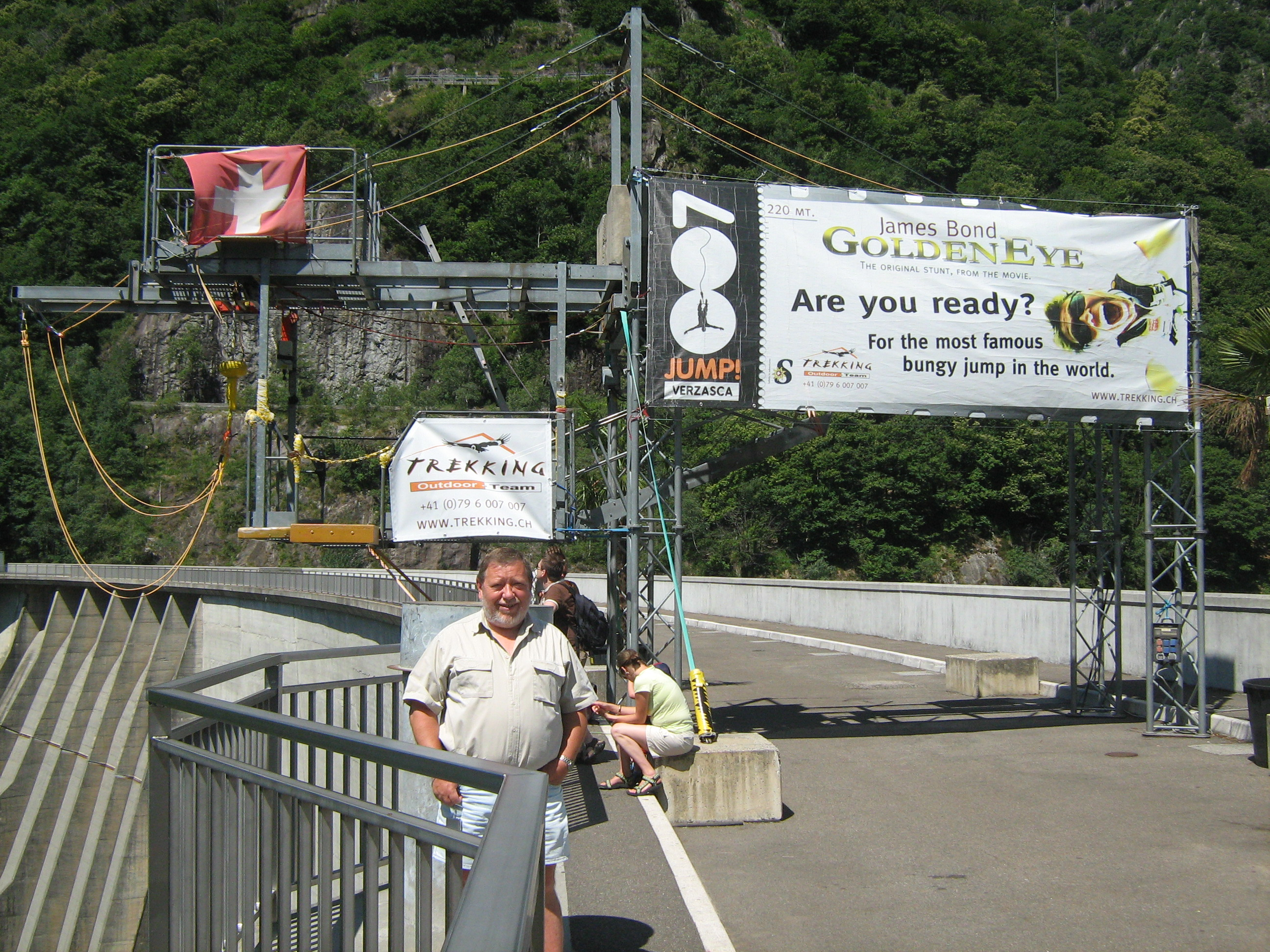
Installation de saut à l'élastique en haut du barrage de Contra, recréant la scène d'ouverture du film GoldenEye.

La longueur de l'élastique à vide est d'environ le tiers de sa longueur à tension maximale lors de la première descente du sauteur.
Les hauteurs indiquées ci-dessous sont celles depuis le tremplin de départ par rapport au sol, mais celles de chute, correspondantes à la tension maximale de l'élastique sont soit identiques ajoutées de 50 centimètres si un plan d'eau se situe au-dessous et que la personne souhaite un « toucher l'eau », soit seulement d'environ les trois quarts de la hauteur ou moins, afin de maintenir une marge de sécurité en cas de sol compact situé en dessous.
Par exemple pour un pont, l'élastique à vide a pour longueur 25 et 75 mètres en tension maximale sous le poids du sauteur. Pour un viaduc avec toucher d'eau, il est à vide d'environ 20 mètres pour atteindre la totalité des 61 mètres (équivalent en comparaison à la hauteur d'un immeuble de vingt étages, du premier étage de la tour Eiffel, ou de deux fois l'une des grandes attractions à bras articulés (boosters) de fêtes foraines).

#### En France

Saut à l'élastique depuis le viaduc de la Souleuvre.

Les sites les plus hauts de France desquels le saut à l'élastique est pratiqué sont :
- le pont de l'Artuby (Gorges du Verdon, Var) (182 mètres) ;
- le 107, dans les Gorges du Tarn à La Malène (48) (107 mètres) ;

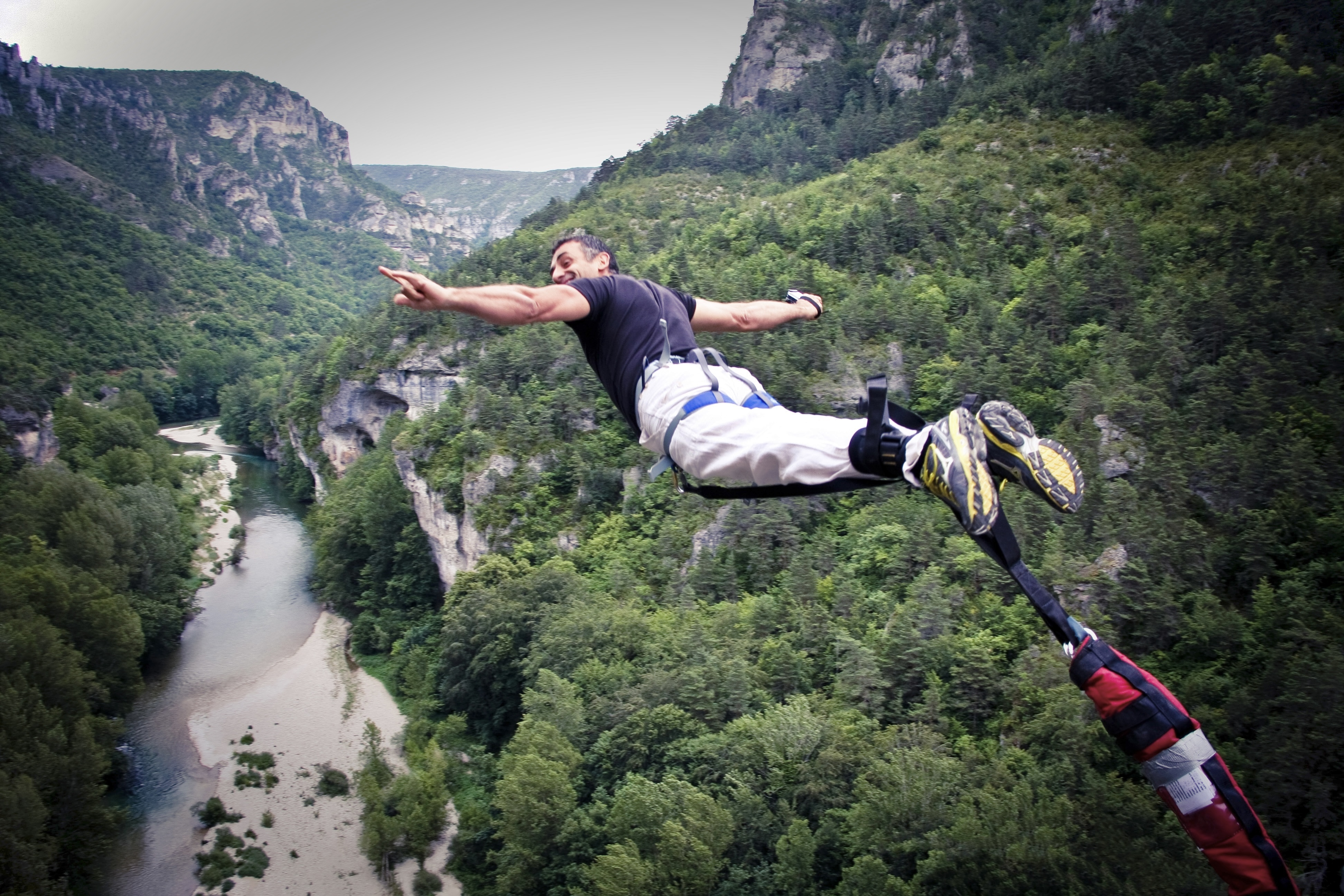
Saut à l'élastique au 107 dans les gorges du Tarn

- Saut à l'élastique au 107 dans les gorges du TarnLe pont de Ponsonnas (Drac, Isère) (103 mètres) ;
- le pont Napoléon de Luz saint-Sauveur (Hautes Pyrénées) (90 mètres) ;
- le viaduc de Saint-Gervais Mont Blanc (Gorges du Bonnant) (90 mètres jusqu'au fond des gorges, 66 mètres jusqu'à la passerelle de réception située au-dessus de la cascade du Bonnant) ;
- le pont de la Mariée (Gorges de Daluis, Alpes maritimes) (80 mètres) ;
- le viaduc de la Recoumène (Haute-Loire) (65 mètres) ;
- la tour de saut d'Audincthun dans le Pas-de-Calais (65 mètres) ;
- le viaduc de la Souleuvre à La Ferrière-Harang (Calvados) (61 mètres) ;
- le viaduc de L'Isle Jourdain (Vienne 86) saut au-dessus de l'eau ;
- le viaduc de Le Blanc (Indre 36) saut au-dessus de l'eau ;
- le viaduc de Cluis (Indre 36) ;
- le viaduc de Saint-Georges-le-Gaultier (Sarthe) (45 mètres) ;
- le viaduc de Claudon dans les Vosges (spécialité les touchés d'eau, 43 mètres) ;
- le pont d'Exermont dans les Ardennes(35 à 45 mètres) ;
- le pont de Druyes les Belles Fontaines dans l'Yonne (35 mètres) ;
- le pont de Juré Dans la Loire (35 mètres).

#### En Espagne
- Pont D'Azkoitia près de Saint-Sébastien[8], 62 mètres
- Pont du Río Cofio, Madrid[9], 65 mètres
- Pont de Gundián, Ponte Ulla, Galice[10], 85 mètres, le plus haut du monde en « toucher d'eau »
- Pont de El Grado, Huesca, 33 mètres
- Pont de La Salve, Bilbao, 31 mètres
- Pont de Caín, León, 38 mètres
- Puente Nuevo, Lugo, 39 mètres

#### En Suisse
- Barrage de Verzasca : 220 mètres: Ce saut est aussi appelé Goldeneye Jump, car il fait référence à l'épisode Goldeneye de James Bond où le héros saute de ce même barrage au début du film.
- Pont de l'araignée à Niouc en Valais : 193 mètres

#### En Afrique du Sud
- Bloukrans Bridge (Cap-Occidental) : 216 mètres

#### Ailleurs dans le monde

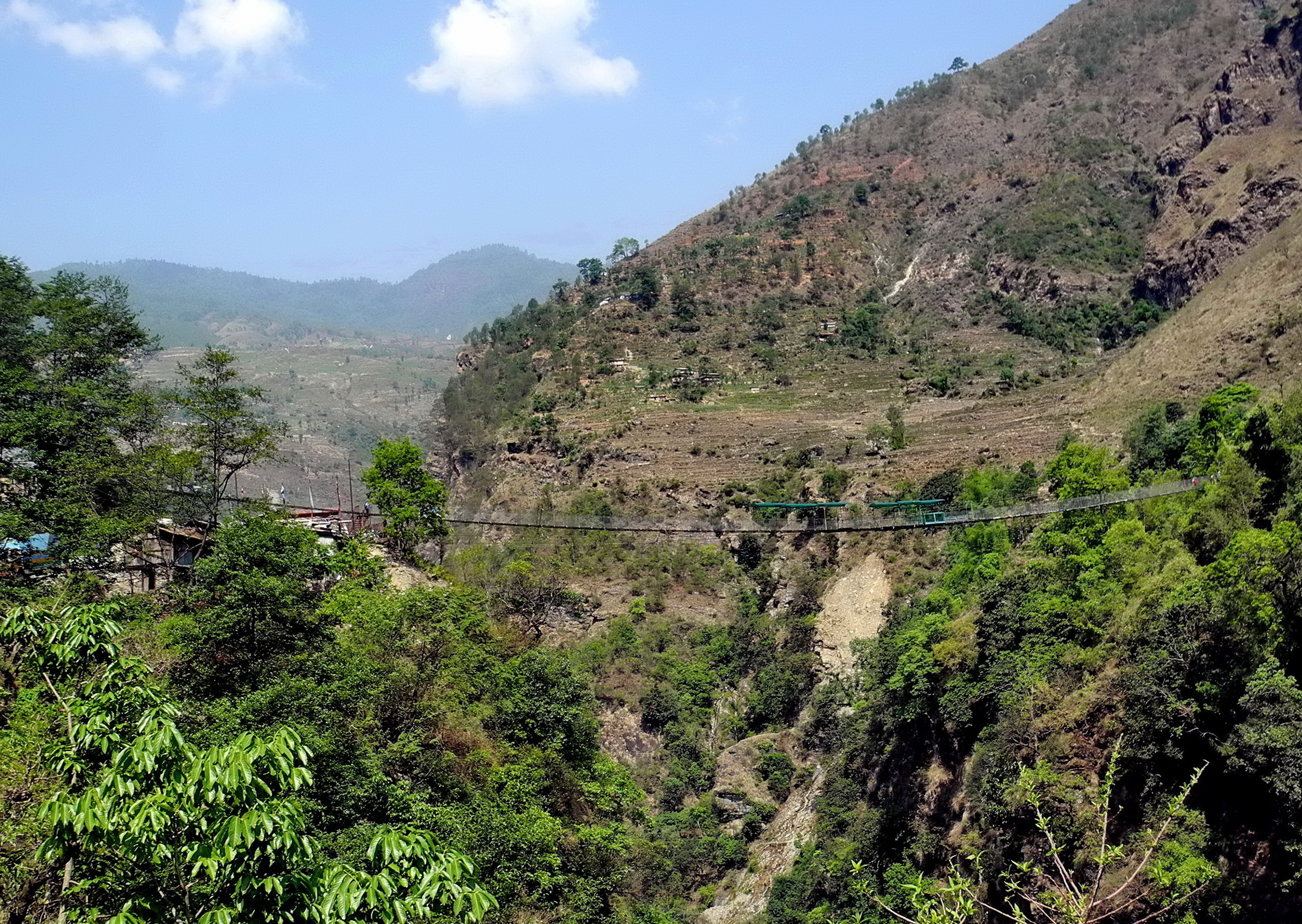
Last resort bridge, près de Kodari, Népal, sur la Bothe-Kosi river

- Bothse-Kosi river (Népal) : 162 mètres
- Nevis (Nouvelle-Zélande) : 134 mètres
- Viaduc Valgadena (Italie) : 156 mètres

### Sauts depuis le sommet d'une tour
Ils présentent la particularité d'être reliés à un câble vertical parallèle à la paroi.
- Tour Macao (Chine) : 233 mètres
- Stratosphere Las Vegas : 253 mètres, le freinage de la chute est toutefois effectué progressivement jusqu'au sol par l'inertie d'une bobine émettrice d'un câble un peu moins élastique.

### Sauts depuis une grue

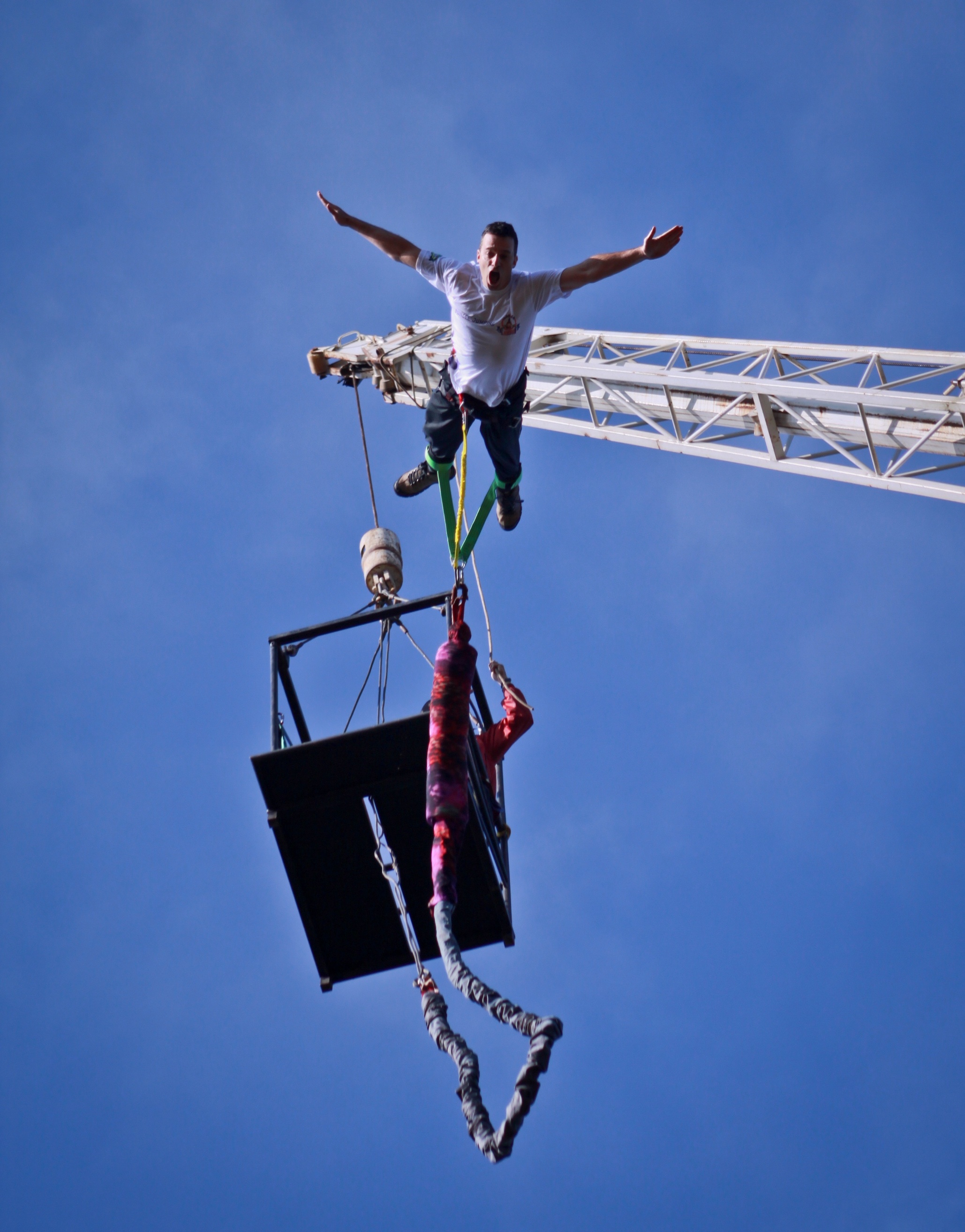
Saut à l'élastique à partir d'une grue.

Le saut à l'élastique à partir d'une grue, où la personne saute de la nacelle en étant montée au préalable à une hauteur d'environ 50 mètres, l'élastique ayant pour longueur 10 et 30 mètres sous tension, est très répandu, notamment en région parisienne.
Un accompagnateur attache au départ le(s) participant(s) à la nacelle, puis les rassure et les encourage en leur donnant quelques instructions lors de la montée. Arrivé au sommet, il oriente éventuellement la nacelle pour sauter d'un côté différent du bras de grue, puis détache le(s) passager(s). Ceux-ci peuvent alors sauter.
Il est souvent effectué dans le cadre d'une animation festive dans une ville, associé à d'autres stands d'exposition ou de jeux d'adresse et quelques autres loisirs pour enfants et adultes tels que parfois benji-Eject, petit parcours aventure sur mâts, murs d'escalade, canoë-kayak sur rivière ou étang, saut d'un tremplin sur matelas gonflable, trampoline, etc..
À titre d'exemple, l'association Une idée en l'Air qui depuis 2002, durant les Solidays, propose chaque année deux grues en batterie mises en place par des bénévoles, permettant à plus de 1 500 festivaliers de sauter pendant les trois journées, les fonds étant récoltés de manière caritative au profit de la lutte contre le sida. Le saut depuis une grue existe aussi à l'occasion de quelques fêtes foraines, comme ce fut le cas à la Foire du Trône.

### Autres tremplins de sauts

#### Avec élan sur un tremplin incliné
Le premier tremplin avec élan ouvert en 2009, nommé « Bun-j-ride », est situé à Saint-Jean-de-Sixt.
La personne est attachée entre deux élastiques latéraux, similaires à ceux du « benji-eject » d'un reverse bungee.
Le départ a lieu depuis le haut d'une rampe inclinée à 30° de 28 mètres, donnant de l'élan amplifiant les sensations, suivie du saut vertical lui-même de hauteur 40 mètres, au-dessus de la vallée du torrent. Les sauts peuvent s'effectuer de trois manières :
- sur un vélo (fourni et adapté) ;
- sur des skis, une luge ou un snowboard (fournis et adaptés, rappelant ainsi les sensations des sauts olympiques) ;
- directement sans élan, en sautant au préalable d'un trampoline depuis le bord.

Un tremplin est installé à la station de sports d'hiver de Tignes.

#### Dans le cadre des parcours aventure en forêt
Plusieurs parcs de loisirs, voire parcours aventure proposent aussi en l'insérant dans leurs activités, un saut à l'élastique depuis la plate-forme d'une tour ou échafaudage de hauteur relativement modérée (vingt mètres environ).

## Records
En 1992, Patrice Traut réalise depuis un hélicoptère un saut de 1200 m de haut, s’arrêtant à 50 cm au-dessus de l'eau, puis effectue le 23 novembre 2008 une tentative depuis 1 700 m pour une chute de 1 500 m, mais l'élastique s'est noué en cours de parcours.
Le 8 juin 2018, le belge Lamber Wery a sauté à l'élastique 165 fois en vingt-quatre heures, dépassant le précédant record de l'australien Beau Retallick de 2014 (158 sauts en vingt-quatre heures).
Le 1er Juin 2022, le Français François-Marie Dibon s'est jeté 765 fois dans le vide en l'espace de 24h, battant de loin, l'ancien record du monde de cette pratique. Pour parvenir à cette performance, François-Marie n'a dormi que 50 min pendant ces 24h.
Les âges des plus anciens sauteurs au Viaduc de la Souleuvre par exemple, sont une femme de 84 ans et un homme de 94 ans.

## Types de sauts

### Le saut traditionnel
Ce sont les deux types de saut effectués pour la première fois.
- Le classique : le saut s'effectue tête en avant, comme pour plonger.
- Le tandem (accessible à partir du 1er saut): il s'agit d'un saut classique mais réalisé à deux. Les 2 personnes sont attachées ensembles et s'élancent ensembles depuis la même plateforme en se tenant l'un à l'autre.
- Le back (accessible à partir du 2e saut) : le saut s'effectue en arrière en se laissant tomber à la suite d'une légère impulsion.

### Sauts perfectionnés
- Le Bat (accessible à partir du 3e saut) : comme l'indique sa traduction anglaise, il s'agit de se mettre tête en bas, les pieds posés sur la planche et retenu par le moniteur. Plusieurs vidéos de ce saut spécial sont disponibles sur les réseaux sociaux, notamment sur le compte tiktok de Skypark Normandie.
- Titanic ou Pendulum (accessible à partir du 3e saut) : pour créer un effet de surprise supplémentaire, la personne est tenue soit par l'avant, soit par l'arrière par le moniteur, au-dessus du vide, puis lâchée subitement.
- Le Top (accessible à partir du 5e saut) : la personne prend son élan pour courir sur un tremplin plat et s'élancer dans le vide. Pour ce saut, l'attache n'est plus par les chevilles mais par le torse pour permettre la course.
- De nombreux autres sauts existent mais sont très spécifiques. Ils ne peuvent pas être réalisés par tout le monde ni n'importe où.

### Sauts de nuit
Plusieurs organismes proposent ce genre d'expérience, procurant des sensations différentes ou même parfois Une idée en l'Air depuis une grue.

### Le Sky Diving sans élastique dans un filet
Une variante du saut à l'élastique, consiste à sauter sans élastique dans un filet très extensible situé entre 30 et 50 mètres plus bas.
La personne est munie d'une combinaison rembourrée dans le dos, puis est accrochée en étant suspendue depuis le haut d'une nacelle de grue ou depuis une plate-forme supérieure en faisant face au ciel, puis lâchée subitement, souvent sans prévenir.
Cette attraction se retrouve notamment :
- sur Sky Tower au parc d'attractions Tivoli Frihedenle, situé dans la ville d'Aarhus au Danemark[14] ;
- sur Nothin' but Net au parc d'attractions Zéro Gravity situé à Dallas, aux États-Unis[15] ;
- dans quelques fêtes foraines, telles que la Foire du Trône, en France, en 2010.

### Comparaisons avec le parachutisme et le saut d'un plongeoir
Plusieurs adeptes d'adrénaline hésitent pour un premier saut entre le saut à l'élastique et le saut en parachute en tandem. Les sensations du parachutisme sont pour beaucoup plus intenses pendant la chute libre depuis un avion laquelle dure toute une minute en passant de 4 200 à 1 500 mètres d'altitude, ajouté à l'adrénaline accumulée dans l'avion pendant la montée préalable et même ensuite, à l'ouverture et la descente sous voile. Ceci est particulièrement vrai si on compare à un saut depuis une grue. Les coûts d'un saut en parachute étant néanmoins plus élevés.
D'autres personnes considèrent que le fait de voir le sol se rapprocher de plus près, ajouté aux oscillations successives après le saut, peut être plus impressionnant que de sauter d'un avion de très haut, la notion de référence de hauteur du sol étant moins importante à grande altitude. Le saut à l'élastique possède en outre l'avantage de pouvoir s'effectuer (bien qu'il soit préférable de rester le plus droit possible) dans presque n'importe quelle position que l'élastique rétablira, à l'inverse du saut en parachute nécessitant de maintenir une position « cambrée » difficile durant la chute pour être sûr d'offrir une bonne résistance au vent puis une ouverture correcte de la voilure, ou d'un saut très bref depuis le plongeoir d'une piscine devant cette fois être droit ou en « piqué », en risquant à l'inverse de faire un « plat » lors de l'entrée dans l'eau.

## Sensations verticales connexes
- Force de choc (explique l'évaluation de la sécurité de la corde)
- Saut sur corde (pendulaire ou « de Tarzan »)
- Reverse bungee (genre de catapulte ou saut élastique inversé)
- Parachutisme
- Plongeon
- Tour de chute
- Ascenseur
- Airtime

## Risques et accidents
Après un premier accident en France en 1989 la pratique est règlementée. En Suisse le canton du Valais est le premier à mettre en place une loi sur les sports à risques en réaction à l'accident de canyoning survenu en 1999 à Saxetbach, aux environs d'Interlaken. Le Bureau suisse de prévention des accidents (BPA) fait état d'une mort survenue à la suite d'un saut à l'élastique entre 2000-2014,,. Les accidents sont médiatisés mais sont rares selon le magazine Notre Famille. Les accidents sont parfois dus à des élastiques trop longs, qui cèdent, mais le plus souvent ce sont des oublis des consignes de sécurité ou le fait que les personnes ne soient pas attachées.